# Kamenná (Třebíči járás)
Kamenná település Csehországban, a Třebíči járásban. Kamenná Dolní Heřmanice, Budišov, Pyšel, Studnice és Tasov településekkel határos. Lakosainak száma 230 fő (2024. január 1.).

## Népesség
A település lakosságának változását az alábbi diagram mutatja:
| Lakosok száma | 406  | 407  | 358  | 283  | 251  | 230  | 209  | 217  | 219  | 230  |
|               | 1869 | 1890 | 1921 | 1950 | 1980 | 2001 | 2017 | 2019 | 2022 | 2024 |